# معهد المعلومات النظرية والأتمتة (التشيك)

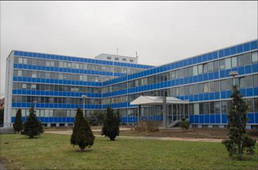
مبنى المعهد

معهد المعلومات النظرية والأتمتة هي مؤسسة أبحاث عامة في براغ تديرها أكاديمية العلوم التشيكية تأسس عام 1959.

## الشهادات الأكاديمية
يقدم المعهد جميع الدرجات العلمية حيث يمنح درجة البكالوريوس والدراسات العليا.

## الأبحاث
تجري الأبحاث في في مجال:
- علوم الحاسب الالي.
- الإشارات ومعالجة الصور.
- علم النظم.
- نظرية التحكم.

## المنشورات
ينشر المعهد مجلة (Kybernetika)